# Île de Cooper (îles Vierges britanniques)
Pour les articles homonymes, voir Île de Cooper.
L'île de Cooper, en anglais Cooper Island, est une petite île des îles Vierges britanniques, dans les Caraïbes, à huit kilomètres au sud-est de l'île Tortola.

## Géographie
L'île est d'origine volcanique et a une superficie d'environ deux kilomètres carrés. Son point culminant se trouve à environ 520 mètres d'altitude. Elle n'a pas de population permanente mais à Manchioneel Bay, dans la partie Nord de l'île, se trouvent quatre propriétés privées ainsi qu'une plage privée qui abrite un petit complexe touristique, le Cooper Island Beach Club.
L'île se situe à côté de Wreck Alley, un site populaire de plongée sur épave où plusieurs navires ont été délibérément coulés dans ce but. Un magasin de plongée situé au Cooper Island Beach Club loue de l'équipement aux plongeurs sous-marins certifiés.

## Histoire
L'île a été découverte en 1493 par Christophe Colomb lors de son deuxième voyage. Elle a été incorporée en 1672 à la colonie britannique d'Antigua avant de former avec d'autres îles le territoire des îles Vierges britanniques en 1773.